# Siège d'Ypres (1383)
Pour les articles homonymes, voir Siège d'Ypres.
Guerre de Cent Ans
Batailles
Le siège d'Ypres a lieu entre le 8 juin et le 8 août 1383, dans le cadre de la croisade d'Henri le Despenser. Il est conduit par les forces anglaises et la ville flamande de Gand. Le siège doit pourtant être levé au bout de deux mois.

## Prélude
La ville de Gand, située dans le comté de Flandre, se rebelle en septembre 1379 contre le comte Louis de Male, qui soutient la France contre l'Angleterre lors de la guerre de Cent Ans. Or, le soutien du comte à la France est contraire aux intérêts économiques de Gand. Après leur défaite lors de la bataille de Roosebeke en novembre 1382, les citoyens de Gand demandent de l'aide aux Anglais. Ces derniers envoient une armée sous les ordres d'Henri le Despenser, évêque de Norwich.
Les Anglais débarquent à Calais en mai 1383 et s'emparent des villes de Gravelines, Dunkerque, Poperinge et Nieuport. Le 25 mai, les croisés anglais mettent en déroute l'armée franco-flamande commandée par Louis de Male lors d'une rapide bataille près de Dunkerque,. Despenser est persuadé par ses alliés gantois et ses officiers d'assiéger la ville d'Ypres, restée fidèle au roi de France et au comte de Flandre.

## Le siège

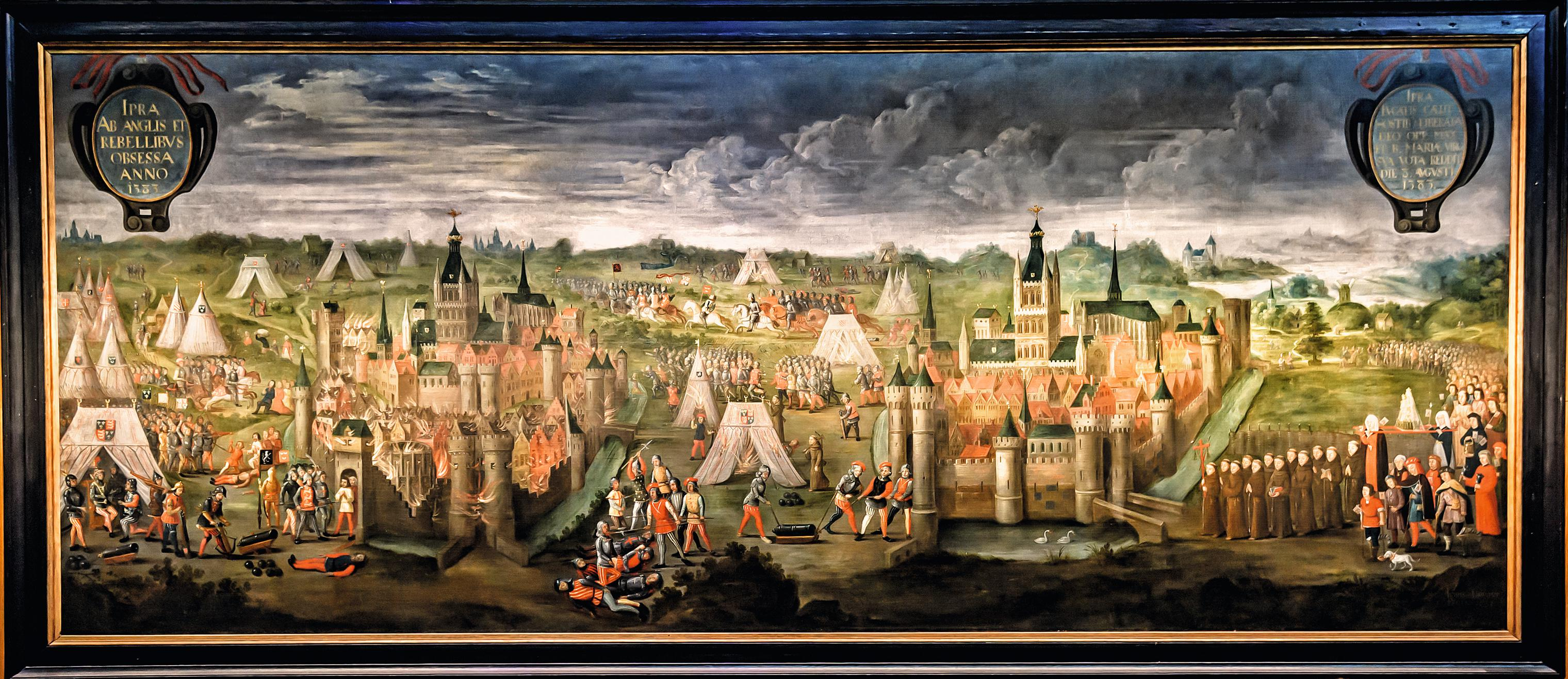
Siège d'Ypres (Joris Liebaert)

Les habitants d'Ypres sont pourtant bien préparés à faire face à un siège lorsque les Anglais et leurs alliés arrivent aux portes de la ville le 8 juin. Despenser attaque immédiatement. Les logements dans les banlieues périphériques sont abandonnés par les habitants. Le bois de ces habitations servent alors à fortifier les remparts défensifs et les portes en pierre d'Ypres. Une délégation urgente est aussi envoyée à Paris pour demander des stocks de poudre d'artillerie supplémentaires. La ville est bien organisée et placée sous le commandement du châtelain d'Ypres, Jean d'Oultre. Ce dernier divise Ypres en plusieurs secteurs défensifs. Bien que les remparts soient bas, ils sont protégés par un double fossé rempli d'eau, une haute haie recouverte d'épines et une palissade en bois
.
Les Anglais attaquent le pont du temple le premier jour mais sont battus. Pendant les trois jours qui suivent, les différents ponts d'Ypres sont les cibles d'attaques simultanées, qui échouent chaque fois. Avant la fin de la première semaine du siège, des renforts anglais arrivent afin d'encercler complètement la ville et rompent le fossé extérieur. Le 15 juin, Despenser attaque les défenses de la ville avec l'artillerie. Il tire sur le pont de Messines et l'endommage sérieusement. Ce tir n'est néanmoins pas suffisant pour annihiler les défenses de la ville. Les jours suivants, les attaques avec l'artillerie n'apportent pas de résultats plus concluants et les assauts sont sans succès.
Les citoyens de la ville sont sérieusement menacés lorsque les Anglais essaient d'assécher les fossés mais la tentative est infructueuse. Ypres demande au comte de Flandre et au duc de Bourgogne de venir à sa rescousse. Ils lèvent tous deux une puissante armée. Le 8 août, après neuf semaines de siège, Despenser abandonne le siège. Ses alliés gantois font de même le 10 septembre.
À Ypres, la victoire est attribuée à l'intervention de la Vierge Marie de l'Hortus conclusus. En son honneur, une procession annuelle a lieu depuis le premier samedi du mois d'août.

## Suites
Après la débâcle d'Ypres, l'évêque de Norwich et Hugues de Calveley essaient de poursuivre leur croisade en France mais les officiers anglais faisant partie de l'expédition font part de leur objection.
L'évêque doit se retirer à Gravelines face à l'arrivée de l'armée française sollicitée par Ypres. Les Anglais, rongés par la maladie et démoralisés, sont corrompus afin qu'ils évacuent Gravelines sans délai. Despenser ordonne en représailles le sac de la ville. À la fin du mois d'octobre 1383, les derniers croisés sont retournés en Angleterre.
Gand poursuit pourtant sa révolte jusqu'à ce que soit signé le traité de Tournai en 1385 avec le duc de Bourgogne, qui a hérité du comté de Flandre à la mort de Louis de Male en 1384.
Ypres ne s'est jamais vraiment remise du siège. L'arrière-pays de la ville a été entièrement détruit par les Anglais et le commerce avec l'Angleterre est dès lors sérieusement compromis. Le déclin de la ville se poursuit dans les années qui suivent : la ville passe de 20,000 habitants en 1383 à 7,600 à la fin du XVe siècle.